# Haut fourneau rural

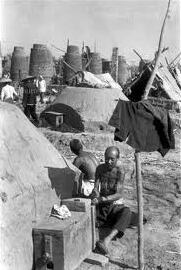
Des travailleurs sur des hauts fourneaux ruraux (1958)

En Chine, les hauts fourneaux ruraux (土法炼钢) étaient de petits hauts fourneaux utilisés par le peuple chinois pendant le Grand Bond en avant (1958-1962),,. Ils ont parfois été appelés hauts fourneaux de poche ou hauts fourneaux villageois. Ils étaient construits dans les champs et les arrière-cours des communes pour poursuivre les objectifs du Grand Bond en avant, afin de faire de la Chine le premier producteur d'acier au monde. Cependant, la plupart des fours n'étaient capables que de produire de la fonte brute, de mauvaise qualité, pour une capacité de cinq à dix kilos par jour.
Des combustibles atypiques étaient souvent utilisés pour alimenter les fourneaux, comme le bois des cercueils. Là où le minerai de fer n'était pas disponible, divers articles en acier et en fer étaient fondus pour le résultat escompté de la fabrication d'acier ou de créations plus utiles. Cela conduisait notamment à fondre des couverts de cuisine et des outils en état de fonctionnement,.
La productivité des hauts fourneaux ruraux était très variable à travers la Chine. De nombreuses régions ont connu un regain d'intérêt pour les pratiques traditionnelles de travail des métaux et ont produit avec succès de l'acier et du cuivre. Néanmoins, ces fourneaux étaient souvent une entreprise improvisée et indisciplinée. En 1958, le Parti communiste a financé la production de dizaines de documentaires sur le travail des métaux dans le but de contrer l'ignorance généralisée et de promouvoir davantage cette pratique.
Les paysans ont été encouragés à donner la priorité à la production de fer et d'acier par rapport aux obligations agricoles, ce qui a peut-être contribué à la gravité de la grande famine chinoise ,. La généralisation de cette pratique a conduit à la destruction massive des pièces de monnaie en fer Shengbao du royaume céleste de Taiping .
Mao Zedong a défendu ces petits hauts fourneaux malgré leurs lacunes, affirmant que la pratique montrait un enthousiasme de masse, une créativité de masse et une participation de masse au développement économique,.